# توت كاري (قهستان)
توت کاري (بالفارسية: توت کری) هي مستوطنة تقع في إيران في قسم قهستان الريفي. يقدر عدد سكانها بـ 70 نسمة بحسب إحصاء 2016.